# Владимиров Володимир Борисович
Володимир Борисович Владимиров (нар. 1890 — ?) — радянський партійний і профспілковий діяч, відповідальний секретар Кременчуцького окружного комітету КП(б)У. Кандидат у члени ЦК КП(б)У в грудні 1925 — червні 1930 р.

## Біографія
Член РСДРП(б) з 1908 року.
Перебував на партійній роботі.
У березні — вересні 1923 року — відповідальний секретар Першомайського окружного комітету КП(б)У.
15 вересня 1923 — 1924 року — відповідальний секретар Кременчуцького окружного комітету КП(б)У.
У 1924 — березні 1925 року — завідувач організаційного відділу Подільського губернського комітету КП(б)У.
10 квітня 1925 — 1926 року — відповідальний секретар Кременчуцького окружного комітету КП(б)У.
З грудня 1926 року — відповідальний інструктор ЦК КП(б)У в Харкові.
У 1932—1934 роках — голова ЦК Спілки робітників м'ясо-консервної промисловості СРСР. З 1934 року — голова ЦК Спілки робітників м'ясо-холодильної промисловості СРСР у Москві